# Маркес, Мимилани
Мимила́ни Лауре́ль Ма́ркес (таг. mɛː.lɐˈni mɐɾˈkɛs), известна также как Мелани Маркес; род. 16 июля 1964, Мабакалат) — филиппинская модель и актриса, победительница конкурса красоты «Мисс Интернешнл 1979».

## Биография
В 1979 году, в возрасте 15 лет, Мимилани Маркес выиграла международный конкурс красоты «Мисс Интернешнл 1979». Она получила награду за «Лучший национальный костюм». Она стала третьей филиппинкой после Геммы Крус (1964) и Ауроры Пихуан (1970), которая выиграла «Мисс Интернешнл».
Затем она работала моделью и участвовала в модных показах в Нью-Йорке, Париже, Милане и Риме. Она стала победителем конкурса «Лицо 80-х» в Нью-Йорке в 1985 году и заняла второе место на конкурсе супермоделей 1986 года.
Маркес снимается в фильмах и сериалах, на её счету около 30 работ в ряде проектов.

## Семья
У Мелани Маркес 6 детей, двое из них от филипинно-китайского бизнесмена Филиппа Ди. Их общая дочь Мишель (род. 1995) стала моделью и актрисой. Она представляла Филиппины на «Мисс мира 2019» и «Мисс Вселенная 2023». У неё есть сын Мазен от арабского шейха и два сына Адам и Абрахам от американца Адама Лоуэра.